# Sphenostylis ornata
Sphenostylis ornata là một loài thực vật có hoa trong họ Đậu. Loài này được (Welw. ex Baker) A. Chev. miêu tả khoa học đầu tiên năm 1920.